# Älgsjön (Håbols socken, Dalsland)
Älgsjön är en sjö i Dals-Eds kommun i Dalsland och ingår i Göta älvs huvudavrinningsområde. Sjön är 22 meter djup, har en yta på 0,38 kvadratkilometer och befinner sig 133,7 meter över havet. Sjön avvattnas av vattendraget Stenebyälven (Grorudsälven).

## Delavrinningsområde
Älgsjön ingår i det delavrinningsområde (654693-127960) som SMHI kallar för Ovan 654417-128042. Medelhöjden är 169 meter över havet och ytan är 10,74 kvadratkilometer. Det finns inga avrinningsområden uppströms utan avrinningsområdet är högsta punkten. Stenebyälven (Grorudsälven) som avvattnar avrinningsområdet har biflödesordning 3, vilket innebär att vattnet flödar genom totalt 3 vattendrag innan det når havet efter 223 kilometer. Avrinningsområdet består mestadels av skog (82 procent). Avrinningsområdet har 0,75 kvadratkilometer vattenytor vilket ger det en sjöprocent på 7 procent.